# Danijel Marčeta
Danijel Marčeta (ur. 4 stycznia 1989 w Kranju) – słoweński piłkarz grający na pozycji pomocnika.

## Kariera
Danijel Marčeta jest wychowankiem słoweńskiego klubu ND Triglav Kranj. Przez dwa lata gry w tym klubie w 37 meczach zdobył 5 bramek. W styczniu 2009 roku przeszedł do mistrza Serbii, Partizana Belgrad. Nie znalazł tam jednak miejsca w pierwszym składzie. Przez pół roku zagrał zaledwie 2 spotkania. W sezonie 2009/2010, Marčeta został wypożyczony do Falkirk F.C. W 2010 roku odszedł do ówczesnego mistrza Słowenii, FC Koper.